# کنت کلایورت
کنت کلایورت (انگلیسی: Kenneth Kluivert؛ زادهٔ ۲۶ اوت ۱۹۴۱) بازیکن فوتبال بازنشسته اهل پادشاهی هلند است.
از باشگاه‌هایی که در آن بازی کرده است می‌توان به باشگاه ورزشی رابین‌هود از سورینام اشاره کرد.
وی همچنین در تیم ملی فوتبال سورینام بازی کرده است.

## دوران باشگاهی
کنت کلایورت در موئنگو متولد شد، و کارنامه فوتبال حرفه‌ای خود را در لیگ برتر فوتبال سورینام با بازی برای باشگاه ورزشی رابین هود از پاراماریبو آغاز کرد. او به عنوان هافبک و وینگر چپ، ستاره‌ای بزرگ، در زادگاهش سورینام بود و در چندین فصل به عنوان بهترین گلزن رابین هود شناخته شد. او که به نام مستعار «بوسا نوا» شناخته می‌شد، به خاطر سانترهای دقیقش به داخل محوطه جریمه، دقت ضربات آزاد و توانایی‌های گلزنی‌اش مشهور بود.
او به همراه ادوین شال و گریت نیکوپ مثلث هجومی خطرناکی را برای رابین هود تشکیل دادند که تنها رقیب آن‌ها در آن دوره، باشگاه ورزشی ترانسوال بود، در دوره‌ای که به شکل‌گیری چشم‌انداز فوتبال در کشور کمک کرد و سورینام کلاسیکر، قوی‌ترین رقابت فوتبالی در سورینام را به وجود آورد. در سال ۱۹۷۰، کنت کلایورت به همراه خانواده‌اش به هلند نقل مکان کرد. او یکی از بهترین بازیکنان در تاریخ باشگاه ورزشی رابین هود محسوب می‌شد.
در طول دوران حضورش در رابین هود، او به باشگاهش کمک کرد تا در سال‌های ۱۹۶۱ و ۱۹۶۴ دو عنوان قهرمانی ملی را به دست آورد، که باز هم مهم‌ترین رقیب آن‌ها باشگاه ورزشی ترانسوال بود. او سپس برای باشگاه فوتبال آماتوری رئال سرانانگ در هلند بازی کرد.

## دوران ملی
کلایورت برای تیم ملی فوتبال سورینام بازی کرد. در ۲۰ مارس ۱۹۶۴ او اولین بازی خود را در یک مسابقه رسمی انجام داد و در مرحله انتخابی بازی‌های المپیک تابستانی ۱۹۶۴ مقابل تیم ملی فوتبال پاناما بازی کرد که با پیروزی ۶–۱ سورینام به پایان رسید و او در این بازی گل اول را به ثمر رساند. او گل دوم خود را در ۱۴ مارس ۱۹۶۵ در مقابل تیم ملی فوتبال ترینیداد و توباگو در یک مسابقه انتخابی جام جهانی ۱۹۶۶ در خانه به ثمر رساند که باز هم با پیروزی ۶–۱ سورینام به پایان رسید.

## زندگی شخصی
کلایورت با لیدوینا ازدواج کرده بود و پس از جدایی از او با یولاندا ازدواج کرده است. همسر سابق او در ویلمستات، کوراسائو، در آنتیل هلند سابق متولد شده و پدر سورینامی و مادر کوراسائویی دارد و در سن ۲۳ سالگی به سورینام نقل مکان کرد و در آنجا با کنت آشنا شد. نخستین پسر آن‌ها، رنتو، و دخترشان ناتاشیا در سورینام متولد شدند، سپس خانواده در سال ۱۹۷۰ به آمستردام، هلند نقل مکان کردند، جایی که پاتریک کلایورت شش سال بعد متولد شد.
کوچک‌ترین پسر آن‌ها، پاتریک، در سن ۷ سالگی به آکادمی جوانان آژاکس پیوست و در آنجا پیشرفت کرد و به یکی از موفق‌ترین بازیکنان در تاریخ فوتبال هلند تبدیل شد و دوران بازی خود را به عنوان بهترین گلزن تاریخ تیم ملی فوتبال هلند، تا آن موقع، به پایان رساند. پسر پاتریک، نوه کنت، جاستین نیز فارغ‌التحصیل آکادمی جوانان آژاکس است و همچنین برای تیم ملی هلند نیز بازی کرده است و همچنین سابقه بازی برای باشگاه فوتبال آ.اس. رم را نیز در کارنامه دارد. دیگر نوه او، روبن کلایورت نیز بازیکن فوتبال و سابقه بازی برای باشگاه فوتبال اوترخت را دارد. فرزند دیگر پاتریک و نوه دیگر کنت کلایورت، شین نیز بازیکن فوتبال است.